# Антонио да Кореджо
Антонио Алегри да Кореджо (на италиански: Antonio Allegri da Correggio) е италиански ренесансов художник, най-видният представител на Пармската школа. Доразвива класическите традиции на италианския ренесанс, рисува емоционални, жизнерадостни образи. Късните му произведения оказват влияние върху живописта на барока.

## Произведения
- „Денят“ – 1527 – 1528 г.
- „Святата нощ“ – 1530 г.
- „Юпитер и Ио“ – 1530 г.
- „Мадоната със Свети Франциск“ – 1514 – 1515 г.
- „Мадоната със Св. Георги“ – 1530 – 1532 г.
- „Годежът на Св. Екатерина“
- „Поклонението на пастирите“
- „Нощ“
- „Отвличането на Ганимед“
- „Женски портрет“ – 1518 г.

- „Юпитер и Йо“ (ок. 1530), Музей на историята на изкуството, Виена
- „Женски портрет“ (ок. 1517– 1520), Ермитаж, Санкт Петербург
- „Портрет на студент“ (ок. 1520), Мадрид
- „Светото семейство със Свети Йероним“ (1515), Хемптън корт
- „Успение Богородично“ (1522–1530), Пармска катедрала, Парма
- „Венера с Меркурий и Купидон“ (1525), Национална галерия, Лондон
- „Главата на Христос“ (1525–1530), Музей „Гети“, Лос Анджелис
- „Мистичният брак на Света Екатерина“ (ок. 1526–1527), Лувър, Париж
- „Поклонение на Младенеца Христос“ (1526), Уфици, Флоренция
- „Отвличането на Ганимед“ (1531–1532), Музей на историята на изкуството, Виена